# Loué
Loué és un municipi francès situat al departament del Sarthe i a la regió de País del Loira. L'any 2007 tenia 2.105 habitants.

## Demografia

### Població
El 2007 la població de fet de Loué era de 2.105 persones. Hi havia 929 famílies de les quals 303 eren unipersonals (128 homes vivint sols i 175 dones vivint soles), 327 parelles sense fills, 215 parelles amb fills i 84 famílies monoparentals amb fills.
La població ha evolucionat segons el següent gràfic:
Habitants censats

### Habitatges
El 2007 hi havia 1.064 habitatges, 939 eren l'habitatge principal de la família, 51 eren segones residències i 73 estaven desocupats. 904 eren cases i 144 eren apartaments. Dels 939 habitatges principals, 607 estaven ocupats pels seus propietaris, 302 estaven llogats i ocupats pels llogaters i 31 estaven cedits a títol gratuït; 11 tenien una cambra, 64 en tenien dues, 184 en tenien tres, 293 en tenien quatre i 387 en tenien cinc o més. 600 habitatges disposaven pel capbaix d'una plaça de pàrquing. A 462 habitatges hi havia un automòbil i a 320 n'hi havia dos o més.

### Piràmide de població
La piràmide de població per edats i sexe el 2009 era:
| Homes | Edats   | Dones |
| ----- | ------- | ----- |
| 4     | 95 o +  | 4     |
| 8     | 90 a 94 | 20    |
| 12    | 85 a 89 | 44    |
| 16    | 80 a 84 | 28    |
| 52    | 75 a 79 | 44    |
| 64    | 70 a 74 | 116   |
| 40    | 65 a 69 | 64    |
| 52    | 60 a 64 | 48    |
| 44    | 55 a 59 | 36    |
| 44    | 50 a 54 | 76    |
| 60    | 45 a 49 | 56    |
| 60    | 40 a 44 | 56    |
| 80    | 35 a 39 | 68    |
| 68    | 30 a 34 | 56    |
| 64    | 25 a 29 | 84    |
| 68    | 20 a 24 | 20    |
| 44    | 15 a 19 | 56    |
| 60    | 10 a 14 | 64    |
| 68    | 5 a 9   | 96    |
| 52    | 0 a 4   | 44    |

## Economia
El 2007 la població en edat de treballar era de 1.186 persones, 856 eren actives i 330 eren inactives. De les 856 persones actives 802 estaven ocupades (434 homes i 368 dones) i 55 estaven aturades (22 homes i 33 dones). De les 330 persones inactives 137 estaven jubilades, 82 estaven estudiant i 111 estaven classificades com a «altres inactius».

### Ingressos
El 2009 a Loué hi havia 945 unitats fiscals que integraven 2.099 persones, la mediana anual d'ingressos fiscals per persona era de 15.766 €.

### Activitats econòmiques
Dels 111 establiments que hi havia el 2007, 1 era d'una empresa extractiva, 5 d'empreses alimentàries, 2 d'empreses de fabricació de material elèctric, 3 d'empreses de fabricació d'altres productes industrials, 8 d'empreses de construcció, 25 d'empreses de comerç i reparació d'automòbils, 5 d'empreses de transport, 11 d'empreses d'hostatgeria i restauració, 9 d'empreses financeres, 5 d'empreses immobiliàries, 9 d'empreses de serveis, 18 d'entitats de l'administració pública i 10 d'empreses classificades com a «altres activitats de serveis».
Dels 43 establiments de servei als particulars que hi havia el 2009, 1 era una oficina d'administració d'Hisenda pública, 1 gendarmeria, 1 oficina de correu, 6 oficines bancàries, 2 funeràries, 4 tallers de reparació d'automòbils i de material agrícola, 2 autoescoles, 3 paletes, 2 guixaires pintors, 2 fusteries, 1 electricista, 1 empresa de construcció, 3 perruqueries, 3 veterinaris, 3 restaurants, 5 agències immobiliàries, 1 tintoreria i 2 salons de bellesa.
Dels 9 establiments comercials que hi havia el 2009, 1 era un supermercat, 1 una gran superfície de material de bricolatge, 2 fleques, 3 carnisseries, 1 una botiga de roba i 1 una floristeria.
L'any 2000 a Loué hi havia 23 explotacions agrícoles que ocupaven un total de 1.188 hectàrees.

## Equipaments sanitaris i escolars
El 2009 hi havia 2 farmàcies i 1 ambulància.
El 2009 hi havia 1 escola maternal i 2 escoles elementals. Loué disposava de 2 col·legis d'educació secundària amb 697 alumnes.

## Poblacions més properes
El següent diagrama mostra les poblacions més properes.